# Wegenstetten

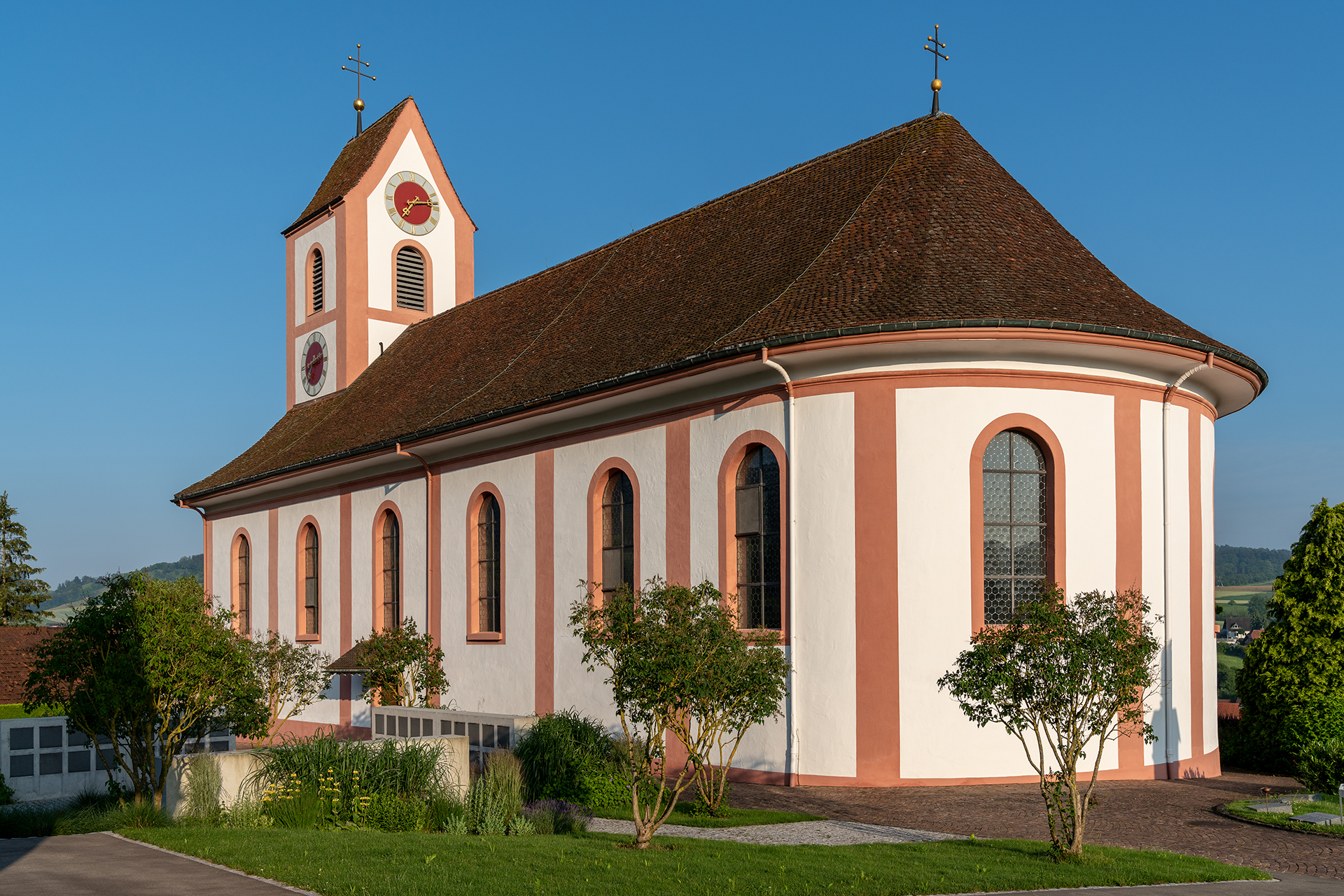
Katolska kyrkan i Wegenstetten.

Wegenstetten (schweizertyska: Wägestette) är en ort och kommun i distriktet Rheinfelden i kantonen Aargau, Schweiz. Kommunen har 1 023 invånare (2023).